# Rei Kawakubo
Rei Kawakubo (川久保 玲 Kawakubo Rei, nascuda l'11 d'octubre de 1942, Tòquio) és una dissenyadora Japonesa fundadora de la marca Comme des Garçons (コムデギャルソン). Prescindint de les normes, és una dissenyadora que talla i construeix de tal manera que les seves peces limiten amb l'art. No obstant això, la disposició de Kawakubo per desafiar les convencions, creant peces que semblen uniformes, ni clarament masculines ni femenines, que distorsionen la silueta femenina en lloc de realçar i confeccionades amb teles atípiques i desconstruïdes fins al límit de la destrucció ha propiciat una empresa a escala mundial.

## Biografia
En els seus anys d'adolescència, la moda al Japó era bàsic i funcional; l'economia japonesa estava concentrat en la reconstrucció post-guerra. El 1964, després de sortir de l'escola d'art, Kawakubo va entrar al departament de publicitat d'un fabricant de la roba, el 1967 esdevenir un estilista de moda freelance. Insatisfet amb la roba que ella es va oferir per a sessions de fotos, dos anys més tard va començar a fer roba amb la marca Comme des Garçons. La dissenyadora incorpora l'etiqueta el 1973, un resultat directe de la seva popularitat entre els consumidors japonesos. Per a la resta de la dècada Kawakubo perfeccionaria la seva estètica i construir la seva companyia, l'obertura d'una boutique de Tòquio el 1975 i l'addició d'una línia de roba masculina, Homme Comme des Garçons, el 1978. Això va coincidir amb el moviment del Japó cap a la cultura del consum i un augment de l'interès en la moda. "Vaig tractar d'aconseguir el meu objectiu que era fer alguna cosa per mi mateix, en lloc de dissenyar moda. Per descomptat que em va encantar treballar en el món de la moda, sinó com una primera prioritat que volia treballar com una persona independent. M'acaba de passar per trobar el meu propi treball en el camp de la moda. Vaig triar Comme des Garçons com a nom perquè m'agrada el so. Això no significa molt per a mi, no m'imaginí que anava a tenir aquest tipus de passarel·la espectacle", el debut europeu Comme des Garçons que alhora, també debutada altre dissenyador japonès, Yohji Yamamoto, era a la passarel·la de París de 1981; a finals dels anys 80 el seu volum de negocis mundial va estar prop de $100 milions.

## Dissenyadora

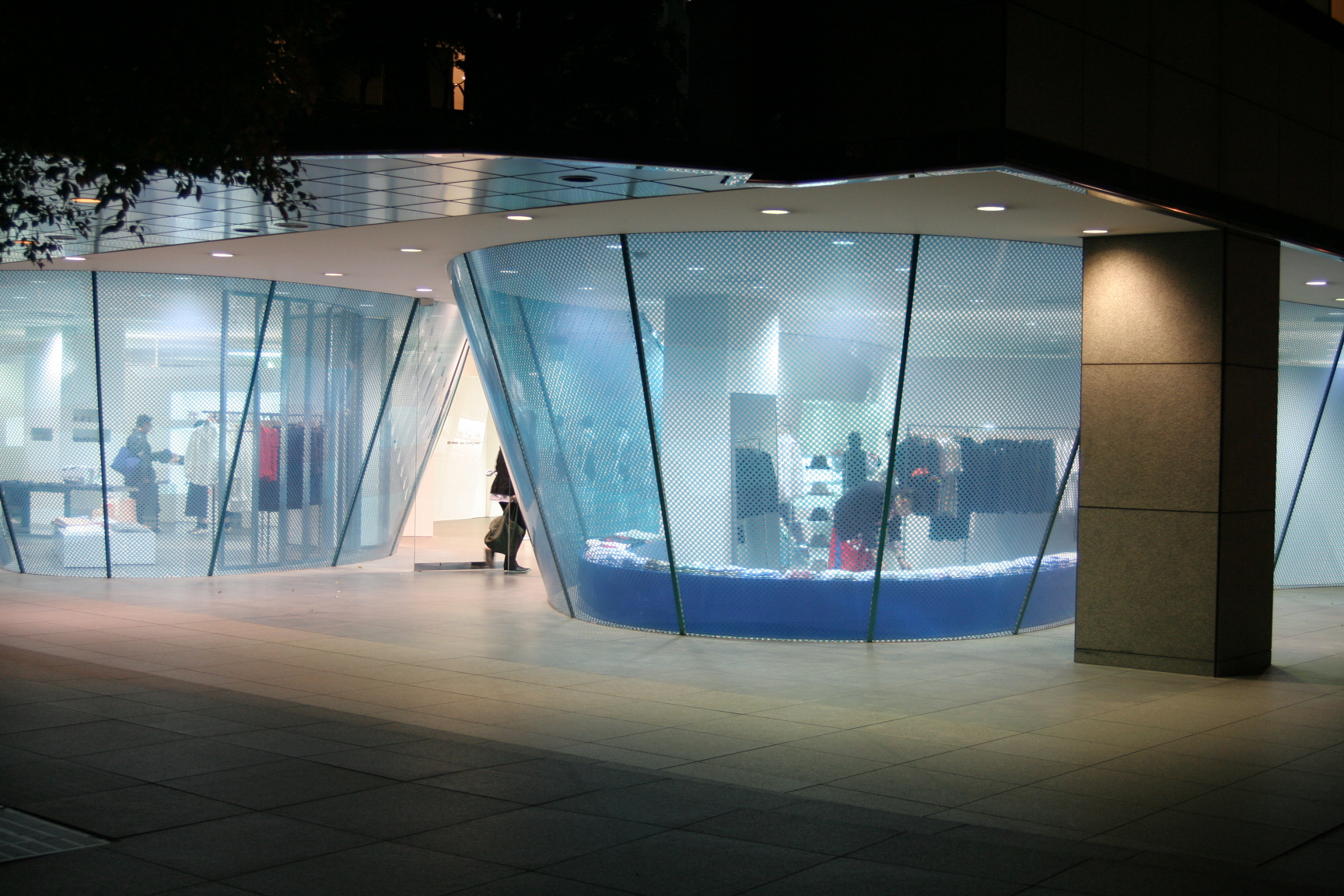
botiga CDG a Aoyama, Tòquio

Quan Rei va presentar la seva primera col·lecció a París i es va situar en l'avantguarda japonesa amb la introducció del negre com a element principal de la roba quotidiana que alguns crítics es van precipitar a denominar Hiroshima Chic. Rei li agrada tenir l'entrada en tots els diferents aspectes del seu negoci, en lloc de centrar només en la roba i accessoris. Ella participa en gran manera en el disseny gràfic, la publicitat, i els interiors de la botiga creient que totes aquestes coses són part d'una visió i estan inextricablement units. La seva botiga d'Aoyama, Tòquio és conegut per la seva façana de vidre inclinada decorat amb punts blaus. Aquest va ser dissenyat en col·laboració entre Rei i arquitecte de sistemes futurs i dissenyador d'interiors Takao Kawasaki. L'emoció és l'element que alimenta el treball de la dissenyadora, de manera que la seva hora, teles deliberadament en dificultats irradiava una bellesa desolada i la formalitat es va esvair de la sastreria masculina tremored al títol de Lost Angels. Fins i tot l'actual col·lecció de tardor de 2009, va expressar la seva emoció crua d'amor i pèrdua en mantes i vels. I a Dover Street, acolorides bosses de palla de Ghana, Marroc, Sicília o Tailàndia cadascun conté una foto arrugada de la persona que va teixir.
Rei és conegut per ser molt solitari i tímid mitjans, preferint les seves creacions innovadores per parlar per si mateixos. Segons desgast diari de la Dona, és una icona de la moda, però, durant una entrevista, ella va dir que no pensa en si mateixa com una icona. Els seus dissenys han inspirat a molts altres dissenyadors finals com el belga Maison Martin Margiela i Ann Demeulemeester, com així com el dissenyador austríac Helmut Lang. Rei ha llançat les carreres de Junya Watanabe i Tao Kurihara i recentment afegit la línia Noir de Kei Ninomiya per al paraigua de Comme des Garçons.Junya Watanabe, l'ex aprenent de Kawakubo, va començar la seva pròpia línia a principis de 1990 i ha assolit molta atenció en el negoci de la moda en el seu propi dret. Kawakubo és membre de la Cambra Sindical du Prêt-à-Porter.

### Reconeixements i Llegat
Kawakubo ha rebut molts honors en reconeixement dels seus èxits. Aquests inclouen els següents: La nit dels premis Estrelles del Fashion Group, Nova York (1986); el premi del diari Mainichi (1988); la Dona de Negocis de l'Any atorgat per Veuve Clicquot (1991); i Cavaller de l'Ordre de les Arts i les Lletres, atorgat pel Ministeri de Cultura de França (1993). El 1997 va rebre un doctorat honorari de la Royal College of Art de Londres, i el 2000, el Premi d'Excel·lència en Disseny de la Universitat Graduate School of Design, de Cambridge, Massachusetts Harvard. El seu treball també s'ha celebrat en nombroses exposicions en museus i galeries, com la Mode et photo, una exposició de Comme des Garçons fotografia al Centre Georges Pompidou, París (1986), i tres veus: Franco Albini, Kris Ruhs, Rei Kawakubo, París (1993. Ella ha tingut una exposició de mobles a la Galleria Carla Sozzani, de Milà, i l'essència de l'exposició qualitat de Comme des Garçons Noir amb Kyoto Costume Institute, Kyoto, Japó. El 1995 va participar en la manera i l'exposició Art a Brussel·les, Bèlgica. El 1996 va participar en l'exposició Art i Moda a la Biennal de Florència Internazionale dell ' Arte Contemporanea a Itàlia. Ella va aparèixer en les tres dones: Madeleine Vionnet, Clara McCardell i exposicions Rei Kawakubo al Fashion Institute of Technology, Nova York, i en la manera radical al Victoria and Albert Museum el 2001. El 2012 va guanyar el premi CDFA per fer una contribució creativa excepcional al món de la moda.

## Comme des Garçons

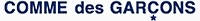
Comme Des Garçons

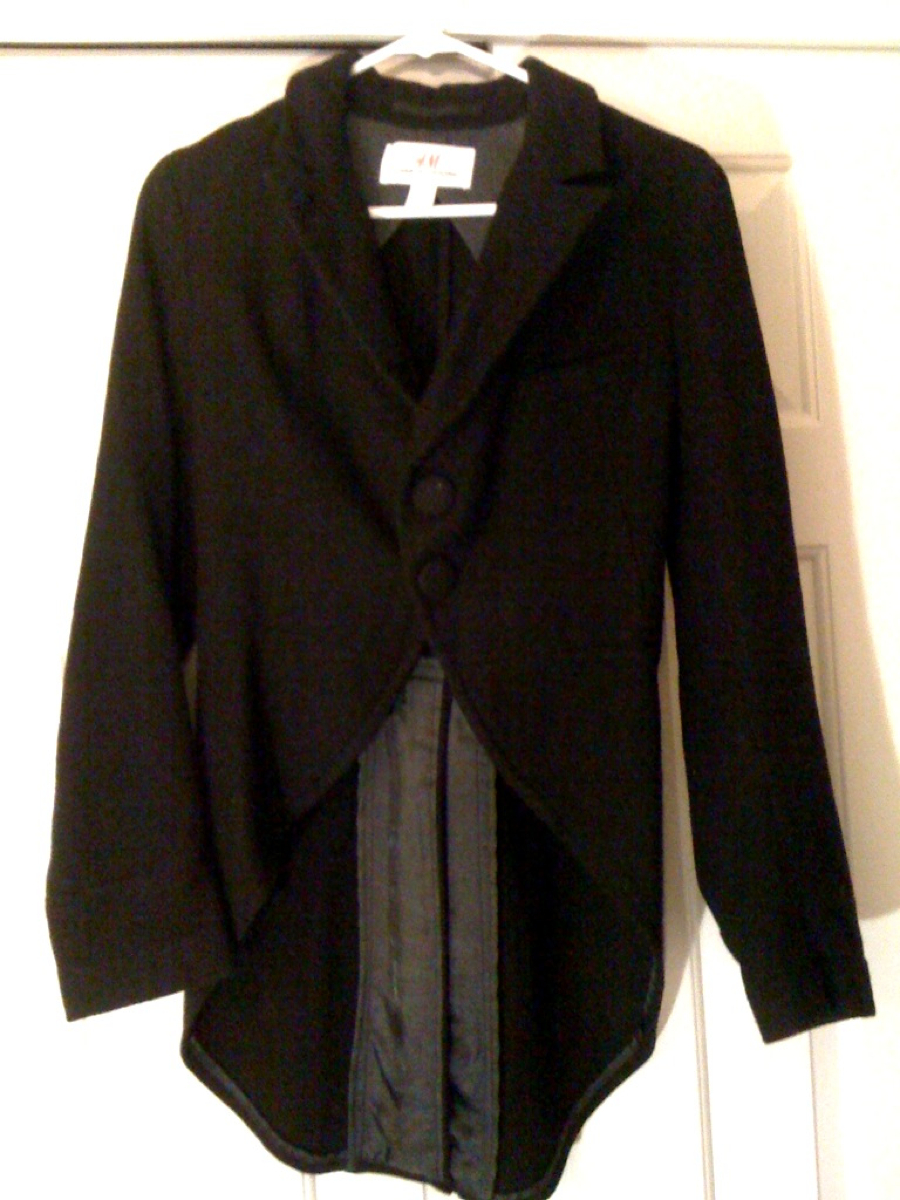
Comme des Garcons men per a H&M 2009

L'etiqueta es va iniciar a Tòquio per Kawakubo el 1969 i es va establir com una empresa de Comme des Garçons Co. Ltd el 1973. (En francès "com alguns nois") Inicialment estereotipat com negre i auster, roba Comme també han estat acusats d'intentar destruir el concepte de la moda en si. Encara que no hi ha dubte que Kawakubo delecta en torçar la idea de les fronteres de la credulitat. El treball de Kawakubo ha evolucionat a partir de les siluetes monocromàtiques marcades presentats a París a la primavera de 1992. Una combinació eclèctica de cultures mundials, ella va tallar lluny en la trinxera tradicional i retalla la cua de la jaqueta del sopar, que barreja la tradició occidental amb l'elegància de l'Índia i d'estil japonès.

### Indumentària
Va llançar la seva roba masculina el 1978 i una línia de mobiliari el 1982. Encara primeres peces doblegades a la vora de l'avant-garde-pensen jaquetes de tres braços, colls de tortuga cara de blindatge, números de cotó a quadres de forma ajustada farcits amb protuberàncies en monocrom negre col·leccions recents han estat una mica més convencional, amb vestits tallades en or i tweed amb motes de plata, els patrons de la llengua de Rolling Stone, i vestits de flors amb motius. Comme segueix sent una marca avantguardista: per exemple, els seus perfums han experimentat amb olors de brea, cautxú i esmalt d'ungles. Entre els projectes de locals comercials s'explica l'obertura de botigues guerrilla per períodes de curta durada en les zones menys populars de ciutats impensables per al món de la moda. Al monolític Dover Street Market de Londres, la emprese que dirigeix al costat del seu marit, el britànic Adrian Joffe, lloga alguns espais a dissenyadors d'idees afins. Entre algunes de les seves més recents col·laboracions s'inclou una col·lecció càpsula per a H&M i el disseny de bosses per a Louis Vuitton com a commemoració del trentè aniversari de la firma al Japó.
Comme des Garçons presentacions estan arrestant experiències, tant visual com cerebralment. Kawakubo va dir a la revista Interview "No sóc conscient de qualsevol enfocament intel·lectual com a tal. El meu enfocament és simple. No és altra cosa que el que jo estic pensant en el moment en què faig cada peça de roba, ja que crec que és fort i bonic. El resultat és una cosa que altres persones decideixin".

### Parfums
Comme des Garçons va llançar la primera seva fragancia posat en marxa el 1994 amb el lema "funciona com una medicina i es comporta com una droga". Les notes inclouen el cardamom, la canyella, la nou moscada, clau d'olor, pebre negre, clau d'olor, nou moscada, mel, notes florals, ambre, ládano, cedre i sàndal.
El 1998, Comme des Garçons llança el primer anti-parfum que conté cinquanta-tres notes no tradicionals, donant lloc a una olor molt reconeixible. Algunes d'aquestes notes són: oxigen, flash de metall, rentat assecat al vent, el carbó mineral, dunes de sorra, esmalt d'ungles, la cel·lulosa, l'aire pur de l'alta muntanya, goma cremada i roques en flames.

### Botigues
Les botigues de Comme des Garçons estan ubicades a Londres (Dover Street Market), París, Ciutat de Nova York, Beijing, Hong Kong, Seül, Sant Petersburg, Tòquio (2x), Kyoto, Osaka, Fukuoka. La companyia també manté concessions en certes grans magatzems, com Isetan. A París, una perfumeria Comme des Garçons es pot trobar en 23 Place Marché St. Honoré.
Comme des Garçons va obrir la primera de les seves botigues Guerrilla el 2004 a Berlín. L'objectiu de les botigues de guerrilla és ser obert únicament per un any i passar una quantitat mínima de diners en els interiors. Les botigues també s'ubicaran lluny dels centres de moda i els districtes d'una ciutat. Comme des Garçons botigues de guerrilla han estat oberts (i posteriorment tancat) a Reykjavik, Varsòvia, Hèlsinki, Singapur, Estocolm i Atenes, entre d'altres. Al juliol de 2007, un Guerrilla Store va obrir al districte de Achrafieh de Beirut, Líban, i al febrer de 2008, un Guerrilla Store va obrir les portes al centre de Los Angeles, la primera als Estats Units. Al novembre de 2008, es va obrir una altra botiga Guerilla a l'extrem oest de Glasgow.

### Col·laboracions
La creativitat de Kawakubo s'ha estès a molts esdeveniments i col·laboracions, d'exposicions en museus i galeries d'actuacions a col·laboracions amb arquitectes, fotògrafs, dissenyadors gràfics, i fins i tot un artista floral. Ella ha treballat amb els artistes Cindy Sherman i Jean-Pierre Raynaud, i el 1997 va dissenyar l'escenografia i el vestuari per a Scenario l'obra de Merce Cunningham, realitzat a l'Acadèmia de Música de Brooklyn i el Palais Garnier de París. Els dissenys per Scenario derivat de la col·lecció de primavera 1997 Kawakubo, cos esdevé, vestit esdevé cos, en el qual ella utilitza l'encoixinat de plomes per produir protuberàncies sota la roba, un efecte que altera la silueta natural del cos. Kawakubo va dir; "Sempre és estimulant per fer coses noves L'objectiu del meu treball per a Scenario és el mateix que el meu objectiu per a tot: Crear alguna cosa forta, i bell i nou"

## Línies principals
Dissenyades per Rei Kawakubo:
- Comme des Garçons
- Comme des Garçons Comme des Garçons
- Tricot Comme des Garçons
- Comme des Garçons Robe De Chambre (discontinuada)
- Comme des Garçons noir
- Comme des Garçons Homme
- Comme des Garçons Homme Plus
- Comme des Garçons Homme Plus Evergreen
- Comme des Garçons Homme Deux
- Comme des Garçons Shirt
- Play Comme des Garçons
- Comme des Garçons Parfums
- Comme Des Garcons for H&M

Dissenyades per Junya Watanabe:
- Comme des Garçons Homme – menswear Japanese line (des de 1978)
- Comme des Garçons Robe de Chambre – womenswear Japanese line (discontinuada)
- Junya Watanabe Comme des Garçons – womenswear (des de 1992)
- Junya Watanabe Comme des Garçons Man (des de 2001)
- Junya Watanabe Comme des Garçons Man Pink (discontinuada)

Dissenyadas per Tao Kurihara Arxivat 2015-03-19 a Wayback Machine.:
- Tao Comme des Garçons – womenswear (llançat 2005, s'abandoni després de la primavera 2011)
- Tricot Comme des Garçons – womenwear

Accessoris:
- Comme des Garçons Edited articles especials limitats per a botigues al Japó
- Comme des Garçons Pearl joies (des de 2006)
- Comme des Garçons Parfum (des de 1994)
- Comme des Garçons Parfum Parfum
- Comme des Garçons Wallet
- Speedo Comme des Garçons swimwear collaboration (des de 2005)
- Hammerthor Comme des Garçons Shirt – col·laboració de roba interior (des de 2007)